# Hedana
Hedana is een geslacht van spinnen uit de  familie van de Thomisidae (krabspinnen).

## Soorten
- Hedana bonneti Chrysanthus, 1964
- Hedana gracilis L. Koch, 1874
- Hedana maculosa Hogg, 1896
- Hedana morgani (Simon, 1885)[1]
- Hedana ocellata Thorell, 1890
- Hedana octoperlata Simon, 1895
- Hedana pallida L. Koch, 1876
- Hedana perspicax Thorell, 1890
- Hedana subtilis L. Koch, 1874
- Hedana valida L. Koch, 1875